# Скрипник Олександр Семенович
Олександр Семенович Скрипник (Скрипнік) — радянський, молдавський та український тренер з боксу . Тренер збірної команди СРСР, тренер-викладач ДЮСШ «Олімпійські надії» Полтавської обласної ради. Особистий тренер боксерів Тімофея Скрябіна, Сергія Мічника, Юрія Богданова та інших. Заслужений тренер України та Молдови, заслужений працівник фізичної культури та спорту України (2019).

## Життєпис
Олександр Скрипник закінчив Ворошиловградський технікум фізичної культури. Ще студентом цього закладу вищої освіти, він почав займатися тренерською діяльністю в боксі. Продовжив працювати на цій ниві у боксерській секції при Рубіжанському індустріально-педагогічному технікумі. Згодом Скрипник упродовж шести років працював у тренерському колективі національної збірної СРСР з боксу. Пізніше він перебрався до Кишинева, а з 2001 року живе та працює у Полтаві, будучи тренером-викладачем ДЮСШ «Олімпійські надії» Полтавської обласної ради.
Одним із найкращих вихованців Скрипника є Тімофей Скрябін, якого він почав тренувати з 1985 року. Під його керівництвом Скрябін став призером Олімпійських ігор у Сеулі 1988 року та Ігор доброї волі 1994 року, віце-чемпіоном Європи 1989 року, а також чемпіоном СРСР 1989 та 1990 років та чемпіоном СНД 1993 року.
Також підопічні Скрипника були такі боксери, як чемпіон СРСР Сергій Мічник, призер чемпіонатів СРСР, майстер спорту міжнародного класу Юрій Богданов, призер Кубка СРСР Сергій Скрябін, чемпіон Європи серед молоді (U-22) та призер чемпіонату України Олександр Погребняк, призер чемпіонату світу серед молоді Зоравор Петросян, чемпіон Молдови Олександр Петровський та багато інших.

## Звання
- Заслужений працівник фізичної культури і спорту України (2019).